# Instytut Polski w Kijowie
Instytut Polski w Kijowie (ukr. Польський Інститут у Києві) – polska placówka kulturalna w stolicy Ukrainy podlegająca Ministerstwu Spraw Zagranicznych RP i przez ministerstwo finansowana.

## Działalność
Instytut Polski w Kijowie utworzono w 1998. Realizuje zadania dyplomacji publicznej: dbanie o dobry wizerunek Polski, nawiązywanie i utrzymywanie relacji z dziedziny kultury, edukacji, nauki i życia społecznego. Organizuje wydarzenia kulturalne. Współpracuje z takimi instytucjami jak: Instytut Adama Mickiewicza, Polski Instytut Sztuki Filmowej, Instytut Książki, Instytut Teatralny czy Narodowy Instytut Fryderyka Chopina.
W Instytucie działa także bezpłatna ogólnodostępna biblioteka z księgozbiorem liczącym ok. 3 tys. książek, audiobooków i czasopism, m.in. literaturę specjalistyczną, encyklopedie, słowniki, podręczniki do nauki języka polskiego beletrystykę, poezję, literaturę faktu w języku polskim i w tłumaczeniu na ukraiński.
Od 2007 Instytut przyznaje Nagrodę literacką im. Josepha Conrada-Korzeniowskiego oraz od 2008 Nagrodę Artystyczną im. Kazimierza Malewicza.
Od 2023 Instytut mieście się na ul. P. Sahajdacznego 29-w. Wcześniej znajdował się na ul. B. Chmielnickiego 29/2 lok. 17.

## Dyrektorzy
- 1998–2005 – Piotr Kozakiewicz
- 2005–2010 – Jerzy Onuch
- wrzesień 2010–sierpień 2014 – Jarosław Godun
- wrzesień 2014–2018 – Ewa Figel
- 12 lutego 2018 – 28 czerwca 2020 – Bartosz Musiałowicz
- 29 czerwca 2020–2024 – Robert Czyżewski
- od 2024 – Jarosław Godun